# 埃他鱷屬
埃他鱷屬（學名：Itasuchus）是鱷形超目諾托鱷類的一屬，生存於白堊紀晚期（馬斯垂克階）的巴西。在1955年，古生物學家Llewellyn Ivor Price命名模式種I. jesuinoi。化石發現於米納斯吉拉斯州的烏貝拉巴，屬於Marília組地層。頭顱骨長度為37公分，完整身長估計約3公尺。